# Adolfo Solichón
Adolfo Solichón fue un cocinero y gastrónomo español discípulo de casa de Lhardy, repostero de la casa real. Autor de un libro de cocina española titulado El arte culinario: tratado práctico y completo de cocina, pastelería y repostería en 1906. Esta obra escrita por Adolfo se convirtió en un referente para el ornamento de las mesas, la disposición de cubiertos y contiene recetas básicas de la culinaria española de comienzos del siglo XX. La obra se encuentra prologada por Agustín Lhardy y el gastrónomo Francisco Capella.